# Заболотне (роз'їзд)
Заболотне (рос. Заболотное) — роз'їзд Тиндинського регіону Далекосхідної залізниці Росії, розташований на дільниці Тинда — Бамівська між станцією Біленька (відстань — 20 км) і роз'їздом Сіліп (19 км). Відстань до ст. Тинда — 67 км, до ст. Бамівська — 113 км.